# Afrolimnophila aino
Afrolimnophila aino là một loài ruồi trong họ Limoniidae. Chúng phân bố ở miền Cổ bắc.